# Giovanna Manuele

Armi de la Cerda

Giovanna Manuel de Peñafiel (Juana in spagnolo e asturiano, Joana in galiziano) (1339 – Salamanca, 27 marzo 1381) è stata regina consorte  del Regno di Castiglia e León dal 1369 al 1379.

## Origine
Era figlia ultimogenita dello scrittore e uomo politico, Giovanni Manuele di Castiglia, duca di Penafiel (discendente di Ferdinando III di Castiglia, che era suo nonno, mentre Alfonso X di Castiglia era suo zio) e della sua terza moglie, Bianca de la Cerda (1311-1347).

## Biografia

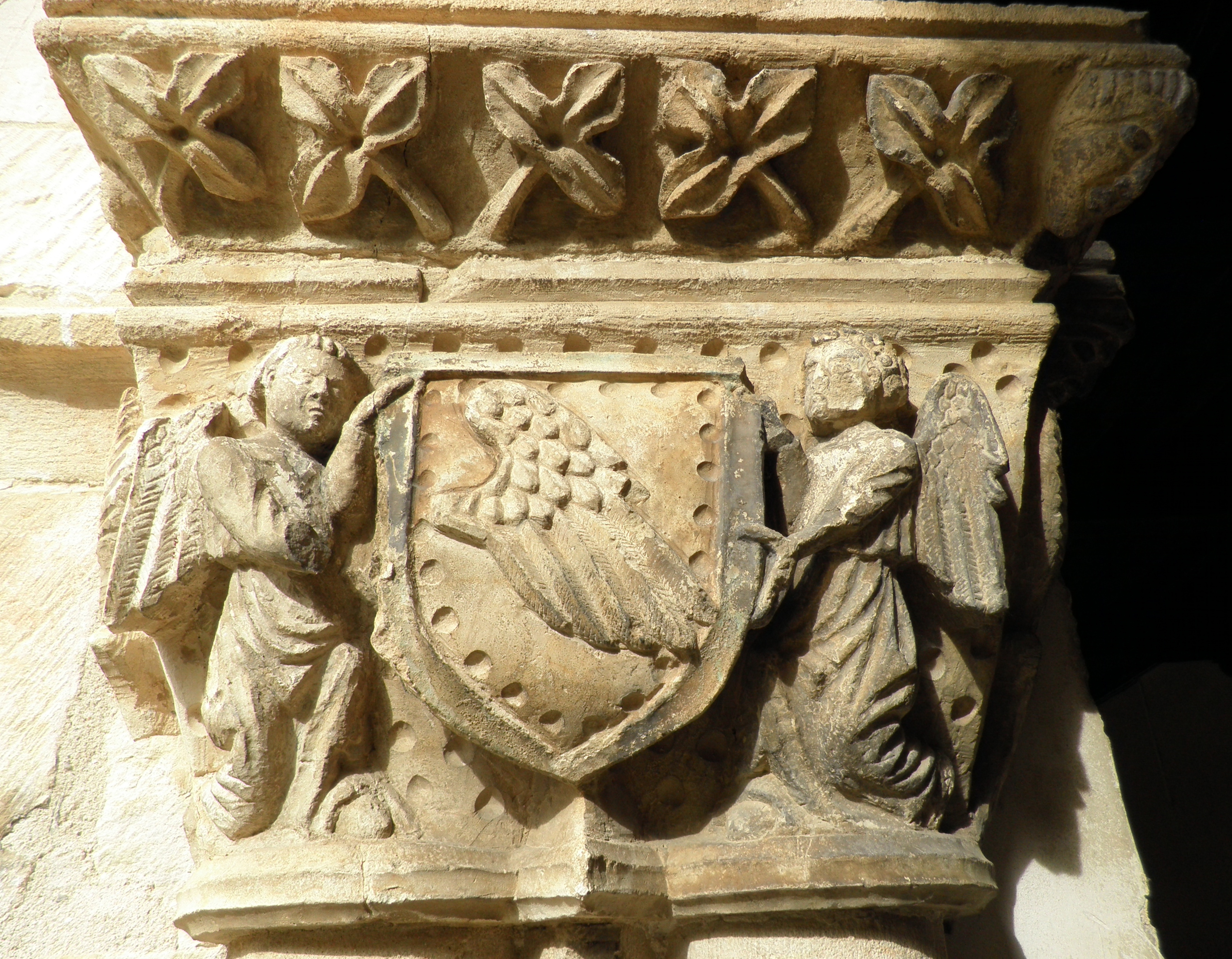
Capitello con lo scudo delle armi di Giovanna Manuel, monastero de Santa Maria.

La sua sorellastra più vecchia, Costanza Manuel di Peñafiel, fu, prima regina consorte di Castiglia, poi dopo che, nel 1327, era stata ripudiata, rinchiusa nella città di Toro ed il matrimonio era stato annullato (non consumato per la giovane età della sposa), Costanza divenne regina consorte del Portogallo avendo sposato, l'erede al trono del Portogallo, Pietro, che aveva circa la stessa età di Costanza..
Il 27 luglio del 1350, Giovanna sposò Enrico di Trastamara figlio quartogenito del re di Castiglia e León, Alfonso XI di Castiglia, e della sua amante Eleonora di Guzmán.
Nel 1361 alla morte della sua giovane nipote Blanca, unica figlia del fratellastro Fernando Manuel, morto nel 1350 Giovanna ereditò Villena, Escalona e Peñafiel.
Come discendente (nipote) diretta di Giovanna Nuñez de Lara, detta La Pomilla (1286 – 1351), dopo la morte della cugina prima Isabella di Lara (†1361) e dalla sua giovane figlia Fiorentina (†dopo il 1365), nel 1370, Giovanna ereditò anche Lara e la Biscaglia.
Nel 1369 era diventata regina consorte del Regno di Castiglia e León in quanto il marito Enrico, detto il Bastardo o il Fratricida, in quell'anno era succeduto sul trono di Castiglia e León al fratellastro Pietro I, dopo averlo ucciso, di proprio pugno, dopo la battaglia di Montiel.
Rimasta vedova, nel 1379, si ritirò a Salamanca dove morì, il 27 marzo 1381. Con la sua morte la Biscaglia fu unita alla Castiglia. Giovanna fu tumulata a Toledo nella cappella dei Nuovi Re, presso la cattedrale di Santa Maria.

## Figli
Giovanna diede ad Enrico tre figli:
- Giovanni Enriquez (1358 - 1390), re di Castiglia e León;
- Eleonora Enriquez (1362 - 1415), che, nel 1375, sposò l'erede al trono di Navarra, Carlo il Nobile, e dopo la morte del fratello Giovanni, rientrò in Castiglia, dove, per circa cinque anni condusse una politica di fronda al nipote, Enrico III;
- Giovanna (1367 - 1374).

## Ascendenza
|                               |                        |                         | Genitori                |  |  | Nonni |  |  | Bisnonni                    |  |  | Trisnonni          |  |
|                               |                        |                         |                         |  |  |       |  |  | Ferdinando III di Castiglia |  |  | Alfonso IX di León |  |
|                               |                        |                         |                         |  |  |       |  |  | Ferdinando III di Castiglia |  |  | Alfonso IX di León |  |
|                               |                        | Berenguela di Castiglia |                         |  |  |       |  |  | Ferdinando III di Castiglia |  |  |                    |  |
| Manuele Giovanni di Castiglia |                        |                         |                         |  |  |       |  |  | Ferdinando III di Castiglia |  |  |                    |  |
|                               |                        | Beatrice di Svevia      | Filippo di Svevia       |  |  |       |  |  |                             |  |  |                    |  |
|                               |                        | Beatrice di Svevia      | Filippo di Svevia       |  |  |       |  |  |                             |  |  |                    |  |
|                               |                        | Beatrice di Svevia      | Irene Angela            |  |  |       |  |  |                             |  |  |                    |  |
| Giovanni Manuele di Castiglia |                        | Beatrice di Svevia      |                         |  |  |       |  |  |                             |  |  |                    |  |
|                               |                        | Amedeo IV di Savoia     | Tommaso I di Savoia     |  |  |       |  |  |                             |  |  |                    |  |
|                               |                        | Amedeo IV di Savoia     | Tommaso I di Savoia     |  |  |       |  |  |                             |  |  |                    |  |
|                               |                        | Amedeo IV di Savoia     | Margherita di Ginevra   |  |  |       |  |  |                             |  |  |                    |  |
| Beatrice di Savoia            |                        | Amedeo IV di Savoia     |                         |  |  |       |  |  |                             |  |  |                    |  |
|                               |                        | Cecilia del Balzo       | Barral del Balzo        |  |  |       |  |  |                             |  |  |                    |  |
|                               |                        | Cecilia del Balzo       | Barral del Balzo        |  |  |       |  |  |                             |  |  |                    |  |
|                               |                        | Cecilia del Balzo       | Sibilla d'Anduze        |  |  |       |  |  |                             |  |  |                    |  |
| Giovanna Manuele              |                        | Cecilia del Balzo       |                         |  |  |       |  |  |                             |  |  |                    |  |
|                               | Ferdinando de la Cerda | Alfonso X di Castiglia  |                         |  |  |       |  |  |                             |  |  |                    |  |
|                               | Ferdinando de la Cerda | Alfonso X di Castiglia  |                         |  |  |       |  |  |                             |  |  |                    |  |
|                               | Ferdinando de la Cerda | Violante d'Aragona      |                         |  |  |       |  |  |                             |  |  |                    |  |
| Fernando de la Cerda          | Ferdinando de la Cerda |                         |                         |  |  |       |  |  |                             |  |  |                    |  |
|                               |                        | Bianca di Francia       | Luigi IX di Francia     |  |  |       |  |  |                             |  |  |                    |  |
|                               |                        | Bianca di Francia       | Luigi IX di Francia     |  |  |       |  |  |                             |  |  |                    |  |
|                               |                        | Bianca di Francia       | Beatrice di Savoia      |  |  |       |  |  |                             |  |  |                    |  |
| Bianca de la Cerda            |                        | Bianca di Francia       |                         |  |  |       |  |  |                             |  |  |                    |  |
|                               |                        | Giovanni Nuñez de Lara  | Nuño González de Lara   |  |  |       |  |  |                             |  |  |                    |  |
|                               |                        | Giovanni Nuñez de Lara  | Nuño González de Lara   |  |  |       |  |  |                             |  |  |                    |  |
|                               |                        | Giovanni Nuñez de Lara  | Teresa Alfonso de León  |  |  |       |  |  |                             |  |  |                    |  |
| Giovanna Nuñez de Lara        |                        | Giovanni Nuñez de Lara  |                         |  |  |       |  |  |                             |  |  |                    |  |
|                               |                        | Teresa Diaz de Haro     | Diego López III de Haro |  |  |       |  |  |                             |  |  |                    |  |
|                               |                        | Teresa Diaz de Haro     | Diego López III de Haro |  |  |       |  |  |                             |  |  |                    |  |
|                               |                        | Teresa Diaz de Haro     | Constanza de Bearne     |  |  |       |  |  |                             |  |  |                    |  |
|                               |                        | Teresa Diaz de Haro     |                         |  |  |       |  |  |                             |  |  |                    |  |